# سكوت رامزي
سكوت رامزي (بالإنجليزية: Scott Ramsay)‏ (16 أكتوبر 1980 بهيستينغز في المملكة المتحدة - ) هو لاعب كرة قدم بريطاني في مركز الهجوم. لعب مع إيستبورن بوروه وبرايتون أند هوف ألبيون ويوفل تاون وبوغنور ريجيس تاون ونادي دوفر أتليتيك وهاستينغز يونايتد وRye United F.C. ‏.

## وصلات خارجية
- سكوت رامزي على موقع قاعدة بيانات كرة القدم.إي يو (الإنجليزية)
- سكوت رامزي على موقع Soccerbase.com (لاعب) (الإنجليزية)